# Total Death (banda)
Total Death es una banda originaria de la ciudad de Quito. Considerados pioneros del estilo doom metal en su país, en más de dos décadas de existencia han grabado varios álbumes de estudio, participado en festivales nacionales e internacionales como Al Sur del Cielo, La Semana del Rock Ecuatoriano y Quito Fest y han sido invitados a compartir escenarios dentro y fuera de Ecuador con grupos de renombre como Tren Loco, Pandemia, Opeth, Anathema, Anthrax, Rotting Christ y Cradle of Filth.

## Inicios
Inicialmente inspirados por la corriente del death metal, el guitarrista Íder Farfán, el baterista Danny Molina y el bajista Édison Navas crean Total Death, realizando sus primeros shows junto a otras bandas locales de la escena subterránea extrema. Más adelante, los sonidos depresivos y atmosféricos de bandas como Cathedral, Anathema y Dark Tranquility reencauzarían el sonido de la banda hacia el doom metal, con líricas sobre dolor y melancolía que reflejan una marcada influencia del modernismo literario hispanoamericano. En 1994, Ivar Zambrano reemplaza a Édison Navas, terminando de consolidar su primera alineación clásica y reestrenando el nuevo sonido de la agrupación en noviembre de 1995, en un concierto junto a la banda venezolana Krueger.
Rubén Barros de la recién lanzada revista underground Flagrum Zine, se une a la banda, al mirar el talento indiscutible de sus músicos, como manager y promotor principal de Total Death.

## Trayectoria
En 1996 publican su primer demotape, Bajo el mismo extraño cielo y el EP Silencio de Soledad, que incluyen temas clásicos como "Más allá de la realidad", "En esa parte del olvido" y "Campo de rosas". En 1997 son incluidos en Ecuador Subterráneo, primer disco compacto antológico que reunió también a los grupos locales Basca, Mortal Decisión, Ente y Chancro Duro. En 1999 publican Lágrimas de ensueño.
Total Death inicia el siglo XXI con un nuevo álbum, El rostro que llevamos dentro, que graban con la disquera local Subterra Records y luego Emociones Virtuales (2003), que empezaría a proyectarlos en la escena internacional, captando la atención de sello mexicano American Line, con quienes grabarían en Brasil el disco Desolate recollections en 2007, seguido por el trabajo Somatic, publicado en 2010, que promocionarían con shows en México y Estados Unidos. A finales de 2014 regresan con Inmerso en la sangre.
En 2015 participan del ensamble Rock Sinfónico, junto a la Orquesta Sinfónica Nacional del Ecuador y a las bandas Lachard, Madbrain y Anima Inside, dentro de la programación de La Semana del Rock Ecuatoriano.
En 2016 publican un flexi split junto a la agrupación quiteña Lasen, denominado El menor de los males. El mismo año participan de un proyecto teatral junto al músico Ibo Kush, que incluyó una presentación en Nueva York y otra en el Teatro México de Quito.
En febrero de 2017 participaron de la séptima edición del 70000 Tons of Metal, festival internacional de música extrema que se desarrolla a bordo de un crucero en el Caribe, junto a bandas como Amorphis, Anthrax, Arch Enemy, Therion y otros, siendo la primera y única banda ecuatoriana en ser seleccionada.
En diciembre de 2019 forman parte del festival de doom metal europeo Under The Doom en Lisboa, Portugal junto a bandas como Alcest, Paradise Lost, Daylight Dies.
En el 2020 son invitados a participar en el festival Mexico Metal Fest, pero la situación que vive el mundo por la expansión del Virus Covid-19 suspende el festival, reprogramándolo para octubre del 2021.
2021 tocan en el MMF con gran acogida del público, compartiendo escenario con bandas como Asphyx, Dismember,Wasp, Mayhem, Jinger.
El mismo año hacen su primer Rock al Parque en Bogotá-Colombia, junto a Watain, Crypta, Masacre, Batushka.

## Alineación
- Íder Farfán (guitarra y voz)
- Danny Molina (batería)
- Rubén Barros (guitarra)
- Carlos Moreno (bajo)

## Discografía
- Bajo el mismo extraño cielo (tape, 1996)
- Silencio de Soledad (EP, 1996)
- Lágrimas de ensueño (1999)
- El rostro que llevamos dentro (2001)
- Emociones virtuales (EP 2003)
- Desolate recollections (2007)
- Somatic (2010)
- Inmerso en la sangre (2014)
- Olvida (EP, 2018)
- La Sombra del Alma (EP, 2019)
- Mar de Aguas Amargas (2020)